# 東武日光站

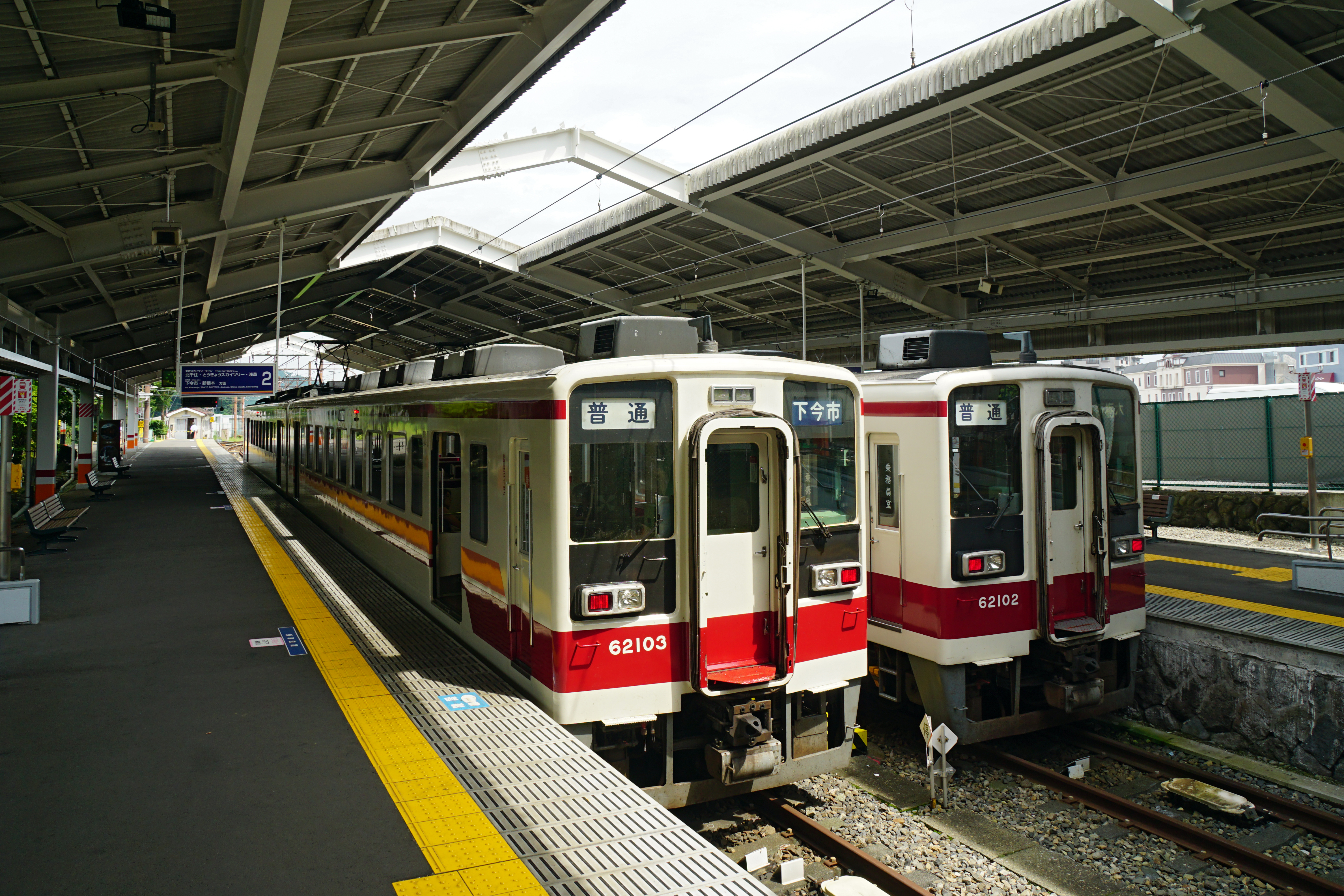
2號線月台（2017年8月）

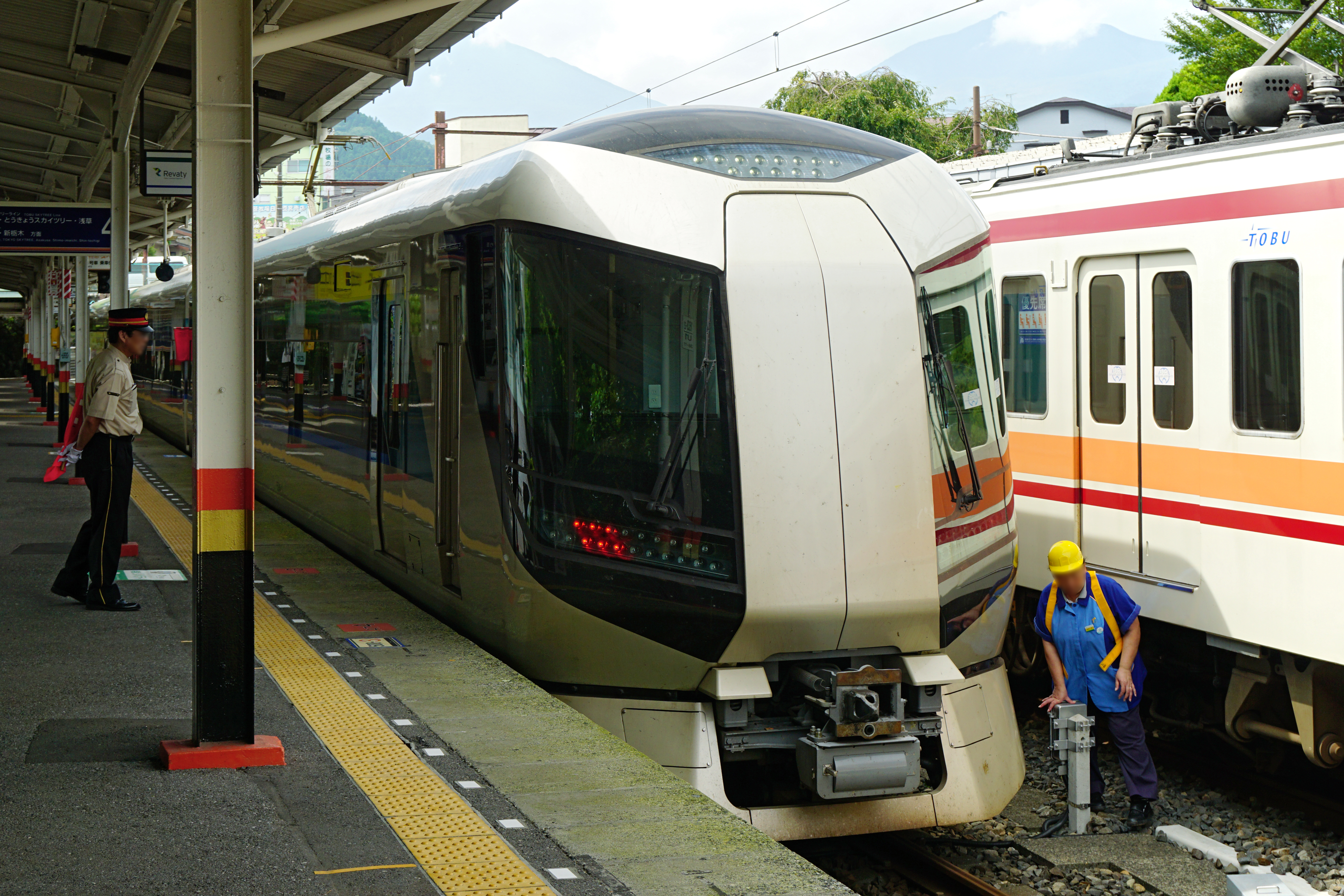
4號線月台（2017年8月）

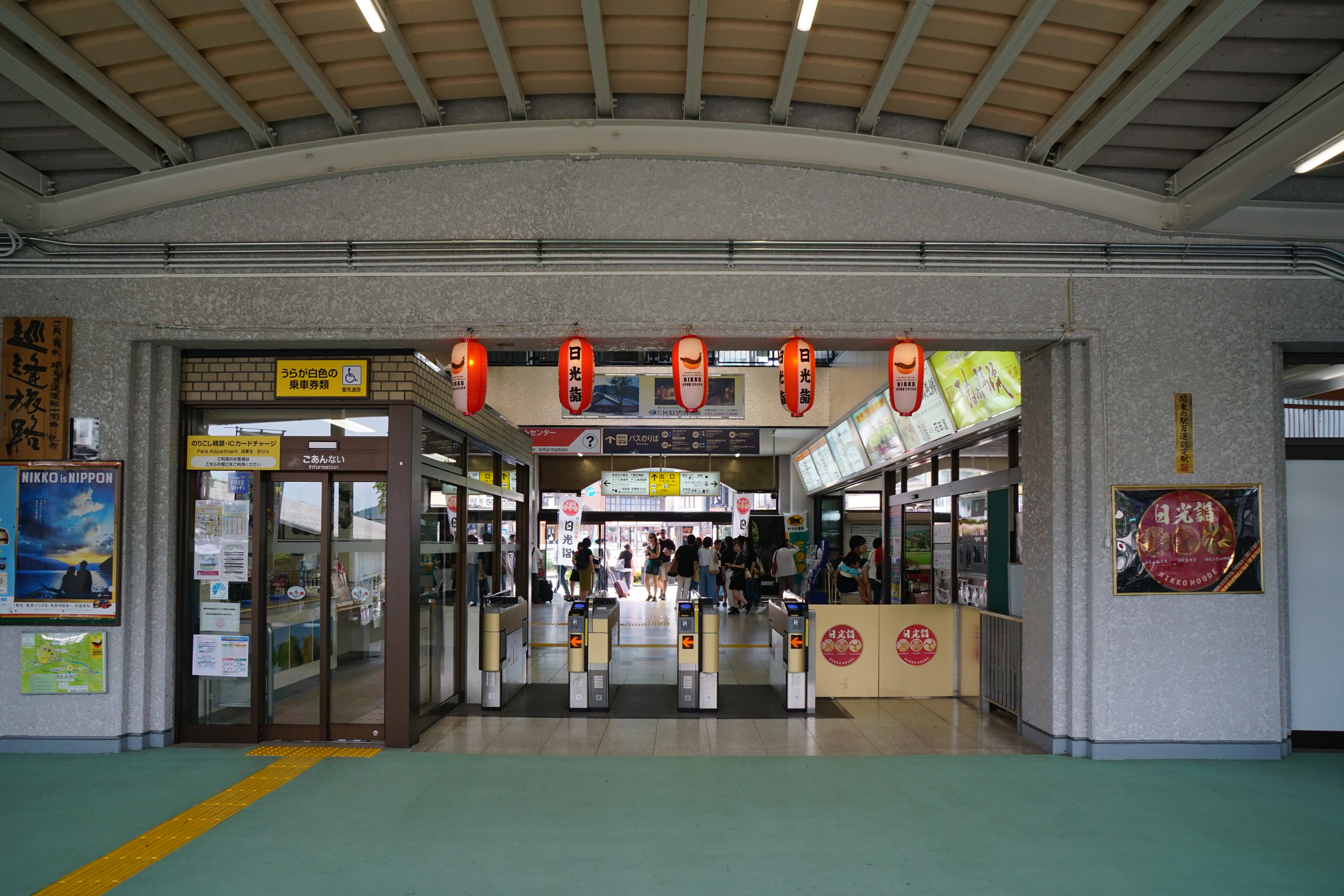
檢票口（2017年8月）

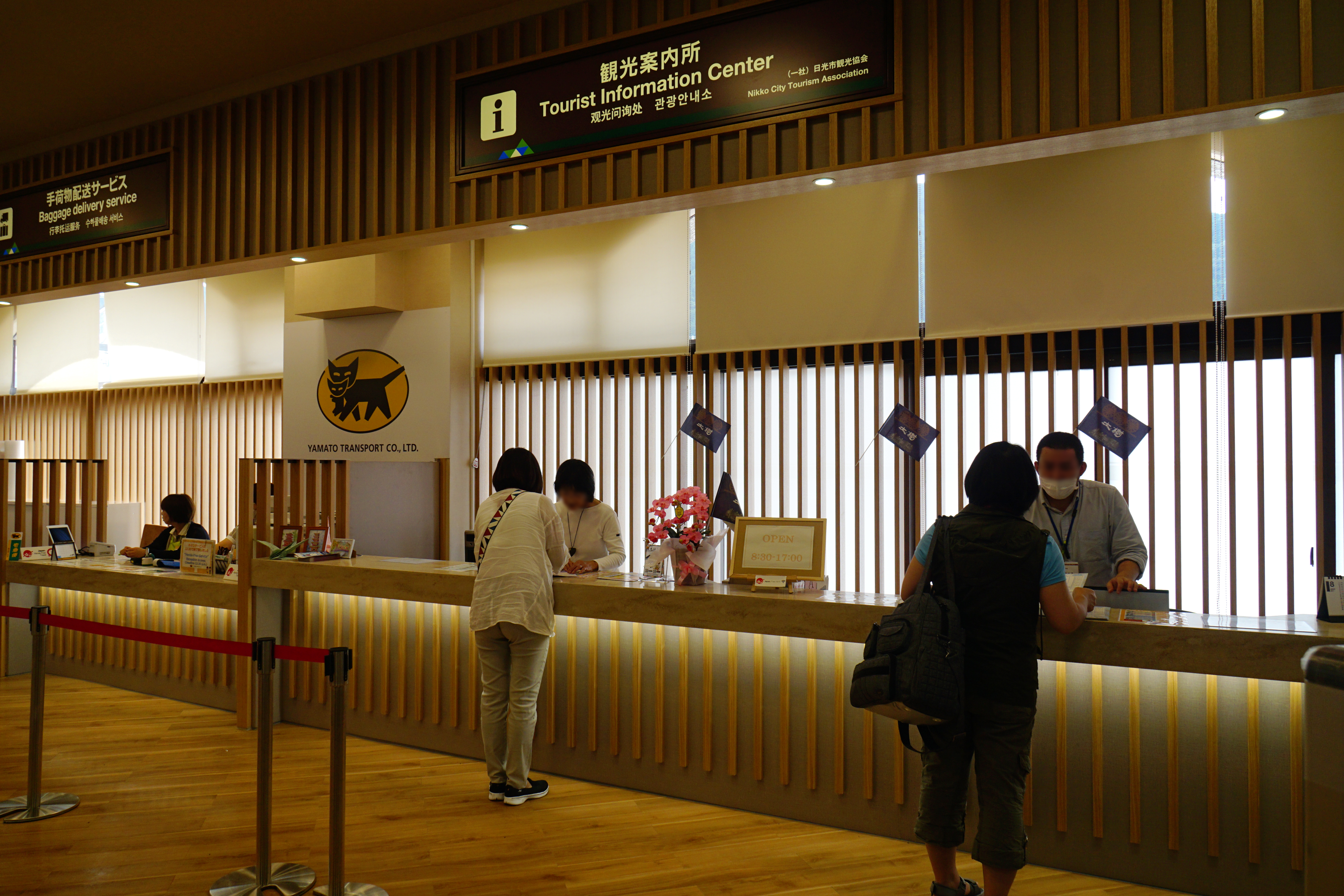
觀光諮詢處（2017年8月）

東武日光站（日语：／ Tōbu-nikkō eki */?）位於日本栃木縣日光市松原町，是屬於東武鐵道日光線的鐵路車站。該線的終點站。車站編號是TN 25。

## 历史
- 1929年（昭和4年）10月1日 - 開業。
- 1968年（昭和43年）2月25日 - 廢除東武日光軌道線東武站前站。
- 1979年（昭和54年）10月1日 - 站舍改建成現在的阿爾卑斯風格。
- 1991年（平成3年） - 導入發車音樂。
- 2000年（平成12年） - 入選關東車站百選。
- 2012年（平成24年）3月17日 - 導入車站編號TN 25。

## 車站結構
本站為頭端式月台3面5線地上車站。站舎特徵是以山小屋為靈感的三角屋頂。站房與月台間有段差。站內設有自動驗票閘門。發車音樂為「Crystal Clear River」。車站海拔543公尺。
本站付費區外有賣鐵路便當，付費區內沒有商店。
付費區內沒有廁所，但乘客可利用長時間停車的普通列車（6050系電車）廁所做為替代。
由於外國觀光客使用人數大增，2017年3月24日開設了可使用英語的觀光櫃台。同年4月1日開始飯店行李運送服務。

### 月台配置
| 月台    | 目的地                                                            | 類別                                       |
| ------- | ----------------------------------------------------------------- | ------------------------------------------ |
| 1、2、4 | 日光線 下今市、新栃木、 東武晴空塔線 北千住、東京晴空塔、淺草方向 | 快速「AIZU Mount Express」、區間急行、普通 |
| 4、5、6 | 日光線 下今市、新栃木、 東武晴空塔線 北千住、東京晴空塔、淺草方向 | 特急「（Revaty）華嚴」「（SPACIA）日光」   |

- 3號線為欠號。
- 1、2號線與4 - 6號線呈Y字狀，中間為中庭。乘客要往5、6號線月台需走至4號線月台底端再接過去。
- 1、2號線的月台有效長度為4輛編組，4 - 6號線的月台有效長度為6輛編組。1、2號線的前3輛編組部分有屋頂遮擋。特急列車全部在4 - 6號線發車。

## 使用情況
2018年度1日平均上下車人次為3,496人。2011年度受東日本大震災影響，上下車人次大幅減少，2012年度回復到震災以前的水準。
近年1日平均上下、上車人次的推移如下表。
| 年度               | 1日平均 上下車人次 | 1日平均 上車人次 |
| ------------------ | ------------------ | ---------------- |
| 1998年（平成10年） | 3,933              |                  |
| 1999年（平成11年） | 3,737              |                  |
| 2000年（平成12年） | 4,103              |                  |
| 2001年（平成13年） | 3,386              |                  |
| 2002年（平成14年） | 3,248              |                  |
| 2003年（平成15年） | 3,113              |                  |
| 2004年（平成16年） | 3,010              |                  |
| 2005年（平成17年） | 2,958              |                  |
| 2006年（平成18年） | 3,292              |                  |
| 2007年（平成19年） | 3,259              |                  |
| 2008年（平成20年） | 3,430              | 1,745            |
| 2009年（平成21年） | 3,347              | 1,705            |
| 2010年（平成22年） | 3,179              | 1,690            |
| 2011年（平成23年） | 2,593              | 1,301            |
| 2012年（平成24年） | 3,056              | 1,530            |
| 2013年（平成25年） | 2,993              | 1,496            |
| 2014年（平成26年） | 3,105              |                  |
| 2015年（平成27年） | 3,353              |                  |
| 2016年（平成28年） | 3,218              |                  |
| 2017年（平成29年） | 3,726              |                  |
| 2018年（平成30年） | 3,496              |                  |

## 車站周邊
車站周邊的神社、寺、觀光景點可參考「日光市#觀光」。本站與JR日光站位於日光市區東端，往西可前往（國道119號）日光山內（二社一寺）。
- 東日本旅客鐵道（JR東日本）日光線日光站
- 日光市役所日光總合支所（目前的本廳舎為舊今市市役所）
- 日光市立日光圖書館
  - 日光市日光公民館
- 日光鄉土中心
- 日光消防署（日语：日光市消防本部）
- 日光警察署（日语：日光警察署）
- 日光郵便局（日语：日光郵便局）
- 日光站前郵便局
- 東武巴士日光（日语：東武バス日光）日光營業所

## 巴士路線

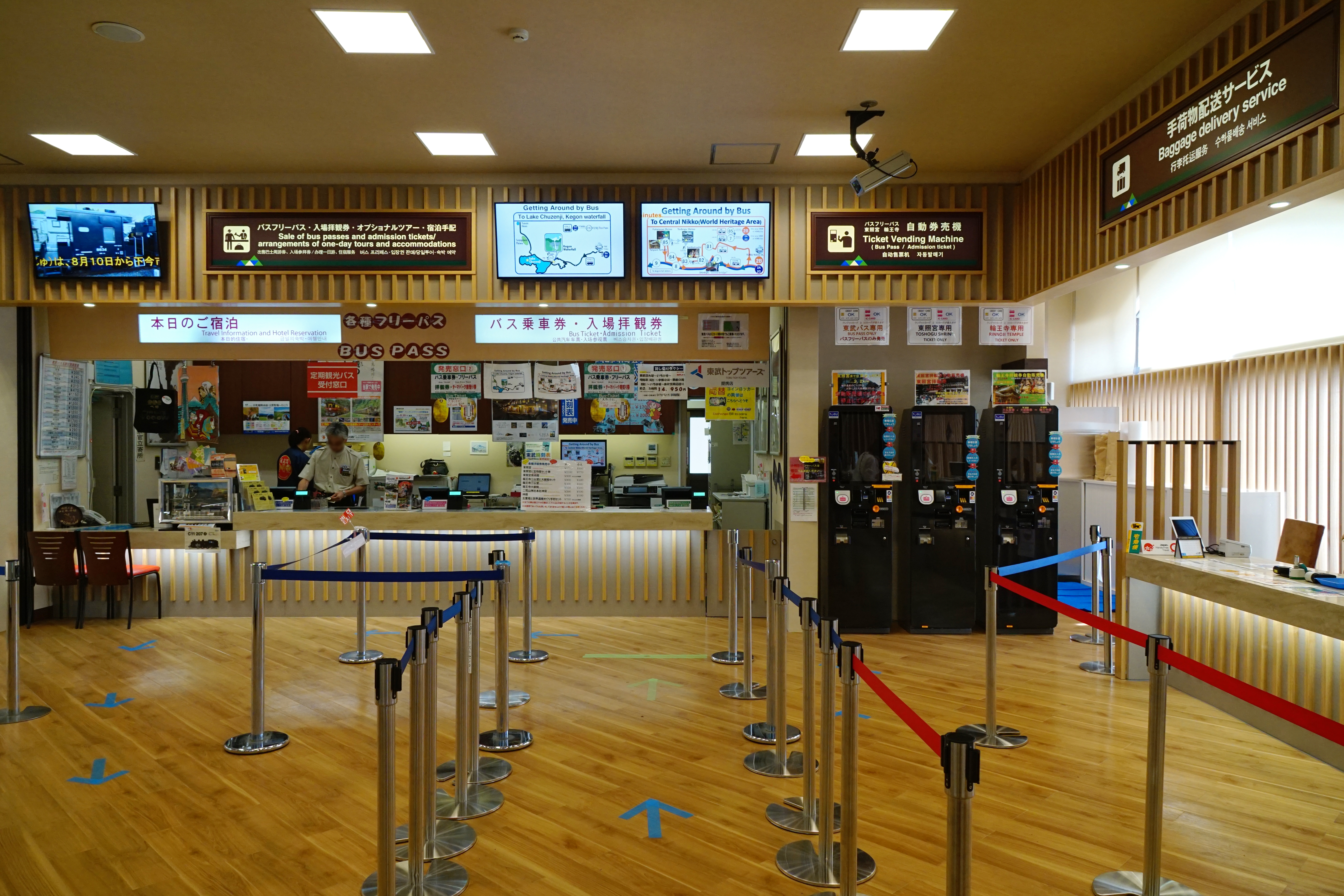
發售巴士乘車券的東武日光站觀光服務中心

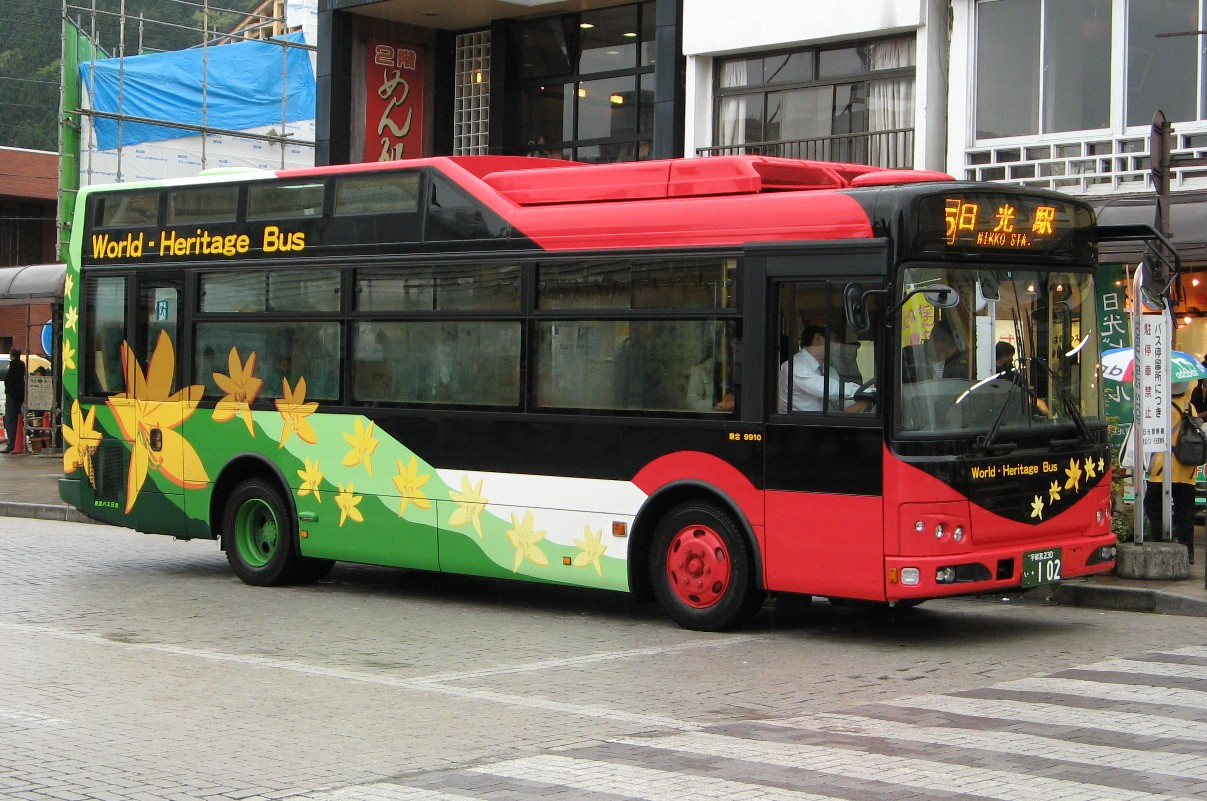
世界遺產巡遊巴士（東武巴士日光）

本站為往中禪寺湖（中禪寺溫泉）、奧日光（龍頭瀑布、光德溫泉、湯元溫泉）、霧降高原方向的各路線巴士節點，一年四季有大量從東京等方向搭乘東武線到此轉乘巴士的觀光客。本站的巴士系統大多以JR日光站、少部分以本站為起訖站。不過從本站步行前往JR日光站僅需數分鐘。
巴士乘車券在站房內的東武日光站觀光服務中心發售。車資可在巴士上精算，但「世界遺產巡遊票」與各式「免費乘車券」僅能在觀光服務中心購入。

### 車站巴士乘車處
- 東武巴士日光（日语：東武バス日光）
  - 透過乘車處與相近的發車時間將前往中禪寺溫泉站（日语：中禅寺温泉駅）的乘客與前往光德溫泉、湯元溫泉方向的乘客分流。不過有部分時段沒有班次行駛。
  - 日光山內二社一寺（二荒山神社、東照宮、輪王寺）巡遊的入口站是西參道巴士站。搭乘世界遺產巡遊巴士則可在清晃苑旅館前 - 勝道上人像前 - 表參道 - 西參道 - 神社前自由下車。
    - 往湯元溫泉（經 西參道→清瀧→中禪寺溫泉→菖蒲濱）
    - 經光德溫泉往湯元溫泉（經 西參道→清瀧→中禪寺溫泉站→菖蒲濱）
    - 往中禪寺溫泉（經 西參道→清瀧）
    - 奥細尾行（經 西參道→清瀧）
    - 經八潮之湯往奧細尾（經 西參道→八潮之湯→清瀧）
    - 往清瀧（經 西參道）
    - 往西參道
    - 往JR日光站
    - 世界遺產巡遊巴士＜東照宮方向＞
    - 經霧降高原往大笹牧場（夏季）
    - 往日光霧降滑雪中心（冬季）
    - 日光定期觀光巴士（預約制）
    - 高速巴士 往羽田機場、橫濱站東口（與京濱急行巴士共同運行）
- 日光市營巴士（日语：日光市営バス）
  - 經間藤站、足尾站、通洞站往雙愛醫院
  - 經今市養護學校（日语：栃木県立今市特別支援学校）往下今市站
- 東北急行巴士（日语：東北急行バス）
  - 高速巴士 東京～日光・鬼怒川線
    - 往東京站日本橋口

### 東武日光站前
- 關東自動車（日语：関東自動車 (栃木県)）
  - 關東巴士的日光東照宮終點在東武巴士的綜合會館前附近（西參道巴士站前一站）。
    - 往日光東照宮
    - 往JR宇都宮站
    - 經篠井新城往JR宇都宮站

## 相鄰車站
東武鐵道
 日光線
- ■特急「華嚴」、■特急「Revaty華嚴」、■特急「霧降」、■JR線直通特急「（SPACIA）日光」 始發、終到站

■急行
下今市（TN 23）－東武日光（TN 25）
□快速（「會津山岳特快」）、■區間急行、■普通
上今市（TN 24）－東武日光（TN 25）

## 外部連結
- 東武日光（車站資訊） - 東武鐵道